# イオンスタイル岡山青江
イオンスタイル岡山青江（イオンスタイルおかやまあおえ）は岡山県岡山市北区にある、イオンリテール株式会社が運営する総合スーパー（GMS）。
当地にはかつて、イオン岡山店（初代）が立地していた。この項目ではそれについても少々触れる。

## 概要
当店の前身は、同じイオングループの「イオン岡山店」であった。初代「イオン岡山店」は1976年（昭和51年）12月に「ジャスコ岡山店（ジャスコタウン岡山）」としてオープンした。当時の建物は地上3階建てで、売場面積は13,113平方メートルであった。その後、2011年（平成23年）3月にイオングループの店舗ブランド再編に伴い、「イオン岡山店」に改称されたが、2014年（平成26年）9月30日に、イオンモール岡山開業による店舗移転に伴い、当地での営業を終了した。その後、建物はそのままに、当地とイオンモール岡山を結ぶシャトルバスの拠点及び同モールの臨時駐車場として活用されていたが、2017年（平成29年）に解体された。
そして、2019年（令和元年）7月26日に、現在の「イオンスタイル岡山青江」として再開業した。当店は初代「イオン岡山店」とは違い、建物は平屋建て、売場面積は7,676平方メートルと、やや小さめの店舗となっている。「ワンストップ」「ショートタイム」をキーワードに、毎日の生活に必要な商品やサービスをワンフロアに集約。共働きで忙しい30〜40代のファミリーや、20代や70代以上の単身者をターゲットとしている。

## 沿革
- 1976年（昭和51年）12月5日 [4][5]- 「ジャスコ岡山店（ジャスコタウン岡山）」開業。
- 2011年（平成23年）3月 - イオングループの店舗ブランド再編に伴い、初代「イオン岡山店」に改称。
- 2014年（平成26年）
  - 9月30日 - 初代「イオン岡山店」閉店。
  - イオンモール岡山開業以降　- 同モールの臨時駐車場兼シャトルバスの拠点として暫定利用される。
- 2017年（平成29年） - 建物を解体。
- 2019年（令和元年）7月26日 - 「イオンスタイル岡山青江」開業。

## 店舗情報
建物は本棟と別棟に分かれており、一部テナントが別棟にて営業している。

## 主なテナント
ここでは一部のみ掲載する。
- We Dental Clinic
- カットオン
- 小柴クリーニング
- ビーマイル
- ホリデースポーツクラブ岡山

## アクセス

### 車の場合
- 山陽自動車道岡山ICより約26分。

### 公共交通機関利用の場合
- 岡山駅より岡電バス・大東線・南ふれあいセンター線又は両備バス・玉野市役所線・荘内・渋川線・荘内・宇野駅線で約20分。青江北バス停下車。